# 85-мм протитанкова гармата Д-48
85-мм протитанкова гармата Д-48 (рос. 85-мм противотанковая пушка Д-48, індекс ГАУ — 52-П-372) — радянська артилерійська гармата, розроблена після Другої світової війни в ОКБ заводу № 9 під керівництвом головного конструктора Федора Петрова на базі гармати Д-44. Перший дослідний зразок гармати був побудований наприкінці 1948 року.
Гармата була прийнята на озброєння у 1953 році. З 1955 по 1957 рік на заводах № 9 та № 75 було виготовлено 819 гармат Д-48 та Д-48Н.

## Модифікації

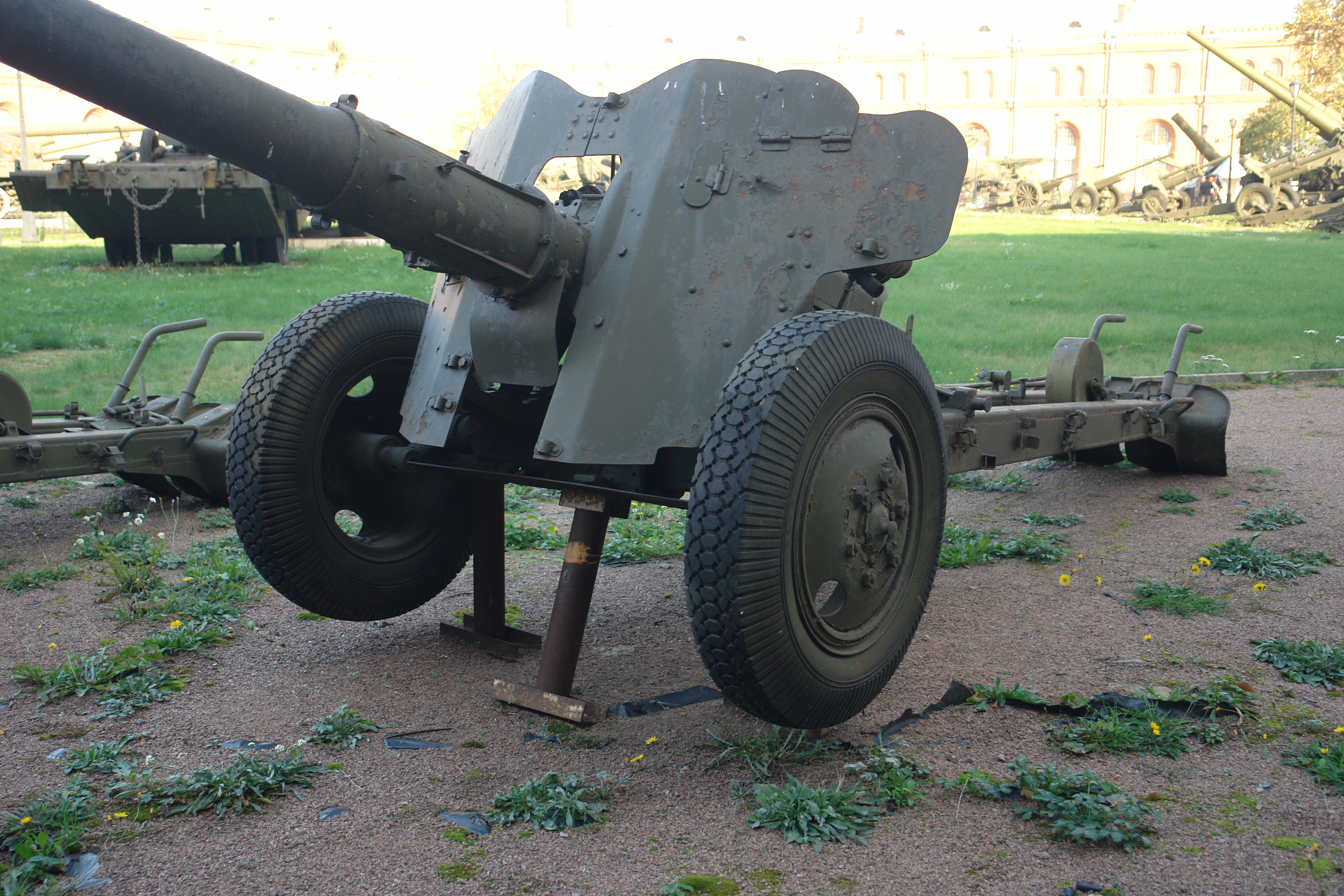
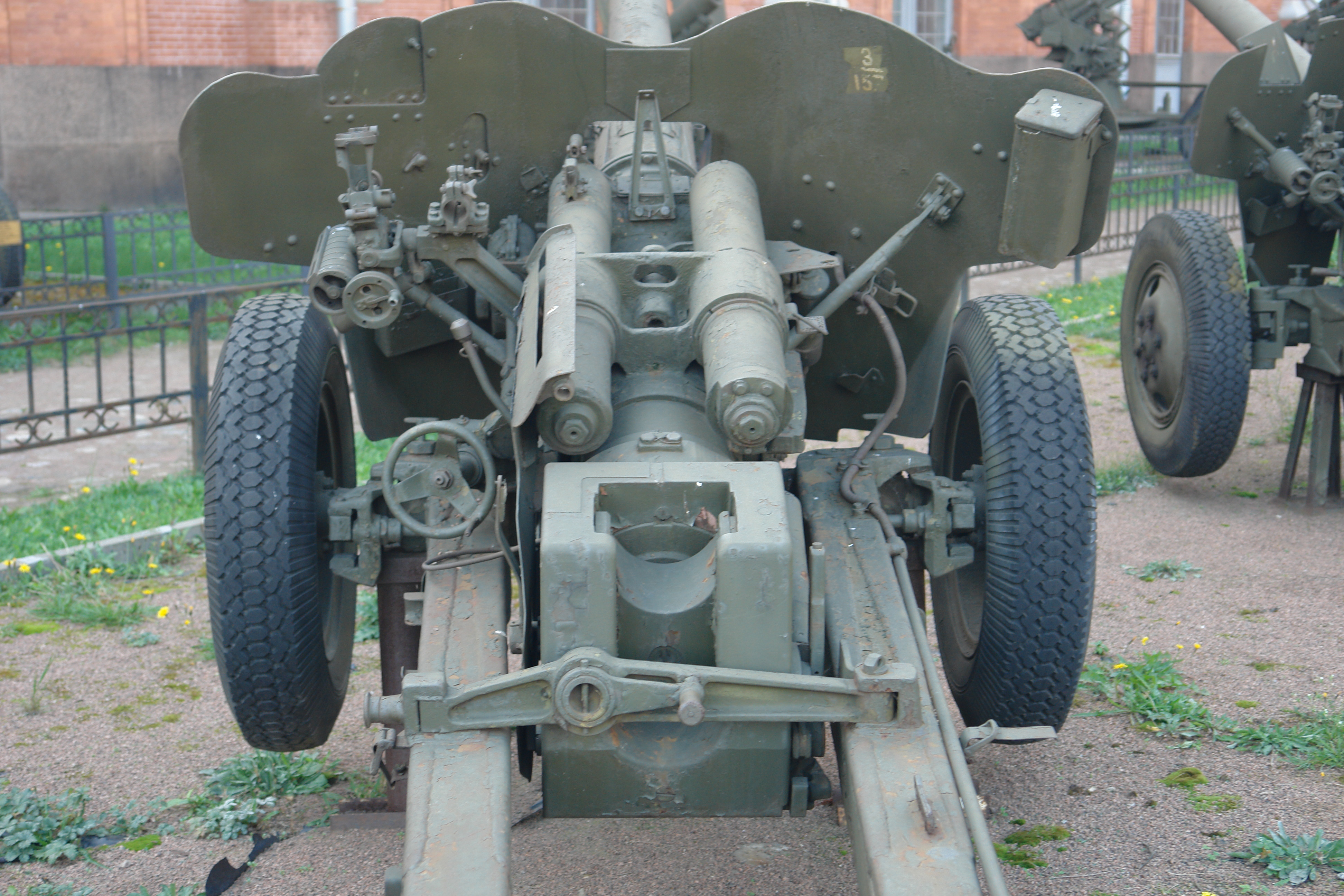
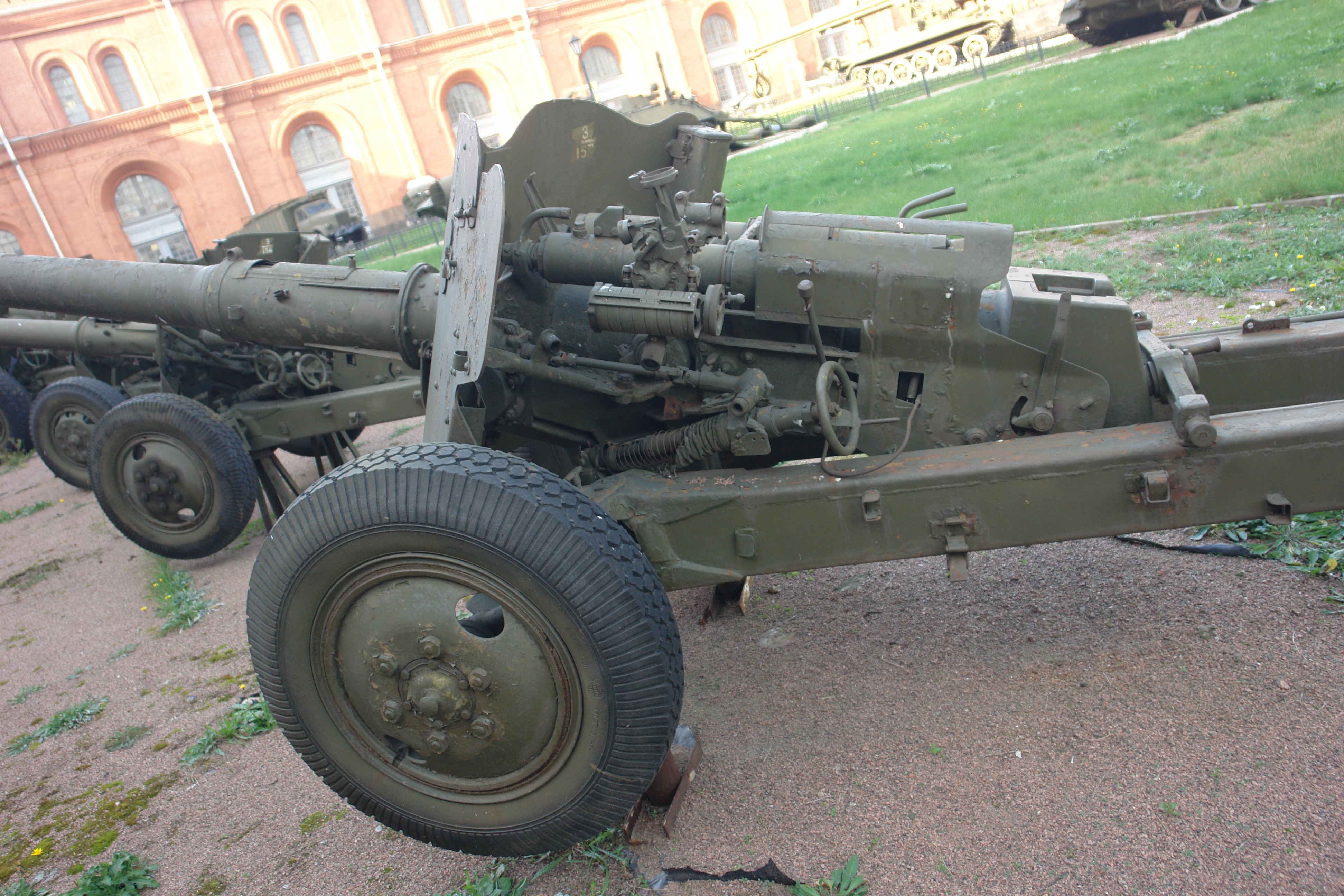

- Д-48Н (52-П-372Н) — модифікація гармати з нічним прицілом АПН2-77 або АПН3-77 (виготовлено 100 гармат).
- СД-48 — саморушний варіант гармати. На озброєння не прийнято.
- Тип 60 — китайський аналог гармати.

## Характеристики
- Початкова швидкість снаряда
  - Осколково-фугасного: 1 010 м/с
  - Кумулятивного: 925 м/с
  - Бронебійного: 1 040 м/с
- Максимальна дальність стрільби ОФС (ОФ-372): 18 970 м
- Бронепробивність бронебійного снаряда (Бр-372)
  - На відстані 500 метрів: 190 мм
  - На відстані 1 000 метрів: 185 мм

## Оператори

### Колишні оператори
- СРСР

### Поточні оператори
- Мозамбік — 6 одиниць Д-48, станом на 2016 рік[1]
- Монголія — деяка кількість Д-48, станом на 2016 рік[2]
- Україна[3]